# Lagune de Caorle
La Lagune de Caorle est une lagune située sur le territoire de la commune de Caorle, en province de Venise, Italie.

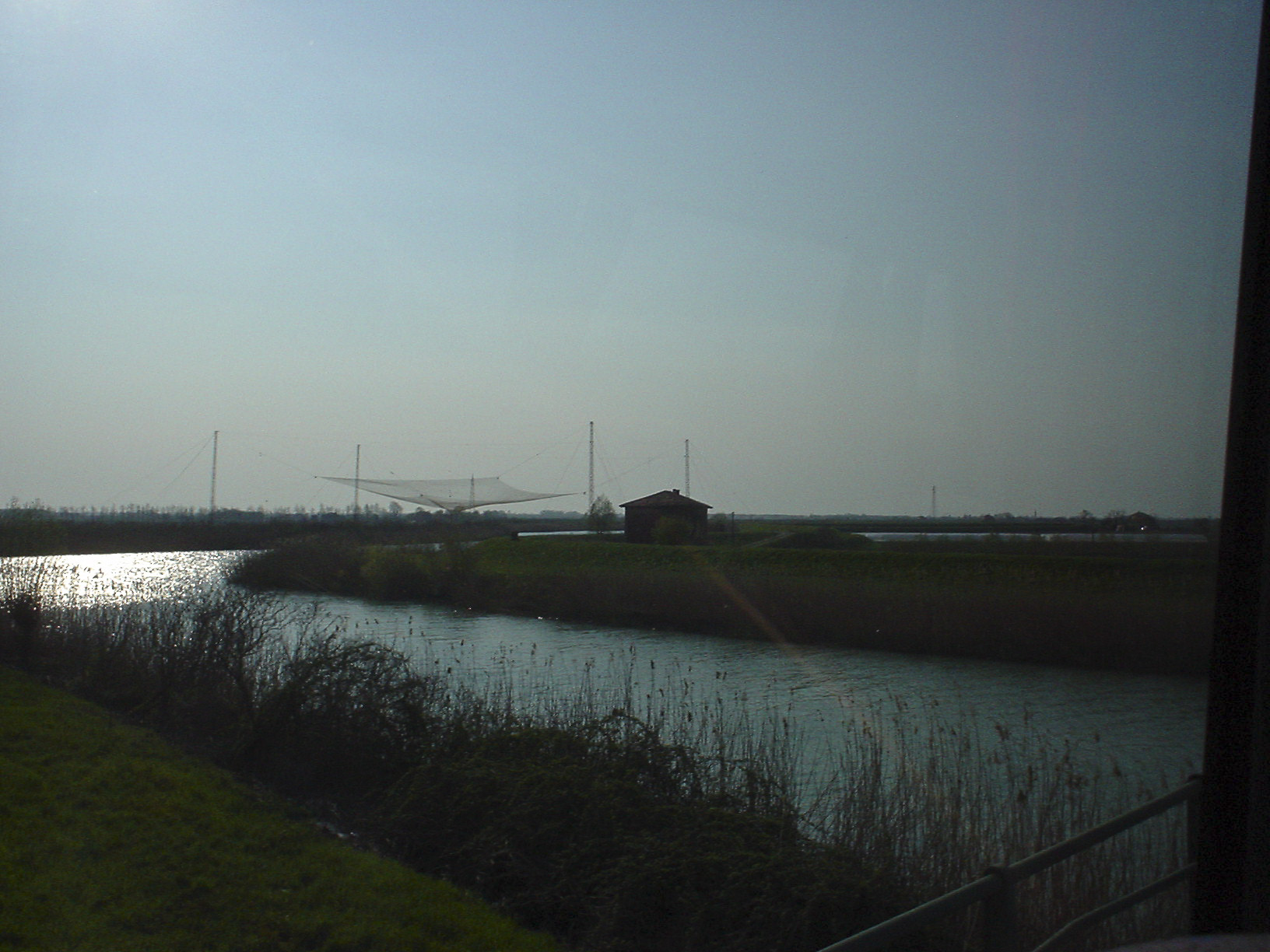

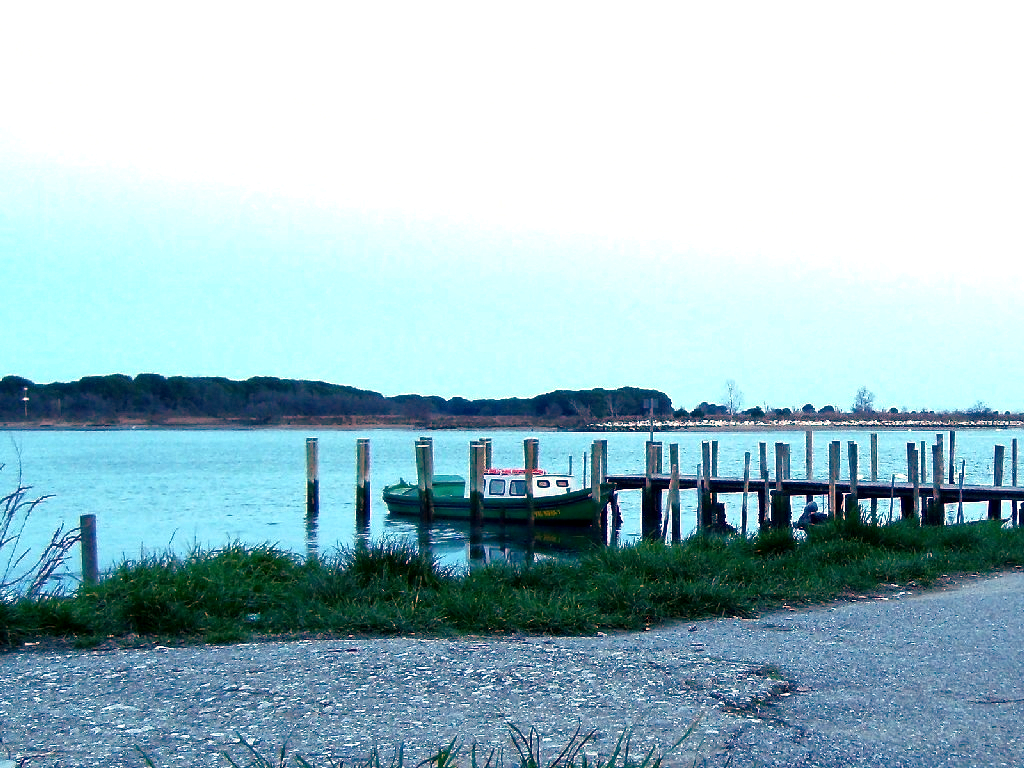

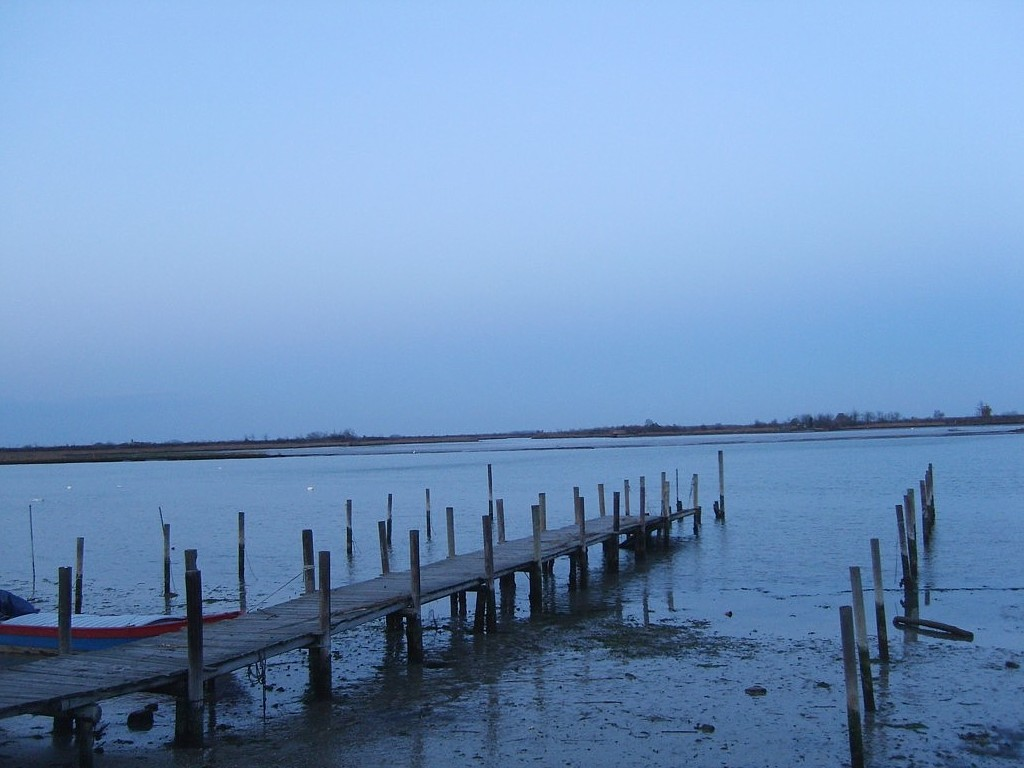

## Géographie
La lagune est située entre la lagune de Marano et la lagune de Venise. Elle est individualisée comme Site d’intérêt Communautaire (IT 325009).

La lagune est alimentée par le fleuve Lemene  et en communication avec la mer Adriatique par le canal Niceloso qui débouche sur le port de Falconera.

Le canal Saetta assure la liaison navale de la lagune avec l’arsenal de l'Orologio et avec le fleuve Livenza.

## Histoire
Déjà connue sous la Préhistoire : la découverte d’un village protohistorique dans le hameau de San Gaetano daté de l’âge du bronze (1500 av.J.-C.). À la chute de l’Empire romain et à la suite des invasions barbares, au Moyen Âge, la lagune devint le lieu où s’installèrent les premiers habitants de Caorle, dans des maisonnettes faites de bois et toiture en roseau, les casoni, et survivaient grâce à la pêche.
La pêche et la chasse, dans la lagune, sont officialisées en 1439 par le doge Francesco Foscari qui reconnaît à la communauté la libre exploitation des eaux comprises entre l’embouchure du Livenza et du Tagliamento  
En 1690, pour raisons économiques, la Sérénissime déclare la lagune d’intérêt public, découpée en lots et vendue.

## Activités
- Pêche artisanal et sportive (mulet, anguille)
- Tourisme nature à l’intérieur de la lagune
- Tourisme balnéaire sur la côte Adriatique

## Faune
Grèbe huppé, héron pourpré, cygne tuberculé, fuligule milouin,busard des roseaux, buse variable, hibou moyen-duc, mésange, grèbe castagneux, blongios nain, foulque macroule, rousserolle turdoïde.

Pour les amphibiens et les reptiles : crapaud vert, tortue), couleuvre verte et jaune et lézard vert.

## Sources
- (it) Cet article est partiellement ou en totalité issu de l’article de Wikipédia en italien intitulé « Laguna di Caorle » (voir la liste des auteurs) le 01/11/2012.